# مکبث (فیلم ۲۰۱۵)
مکبث (به انگلیسی: Macbeth) فیلمی در سبک درام تاریخی حماسی محصول مشترک انگلستان-فرانسه است که بر پایه تراژدی مکبث اثر ویلیام شکسپیر شاعر و نمایشنامه‌نویس شهیر انگلیسی است و به کارگردانی جاستین کرزل در سال ۲۰۱۵ منتشر شد. این فیلم مانند نمایشی که از آن اقتباس شده‌است، تاثیرات مخرب جسمی و روانی جاه‌طلبی سیاسی را بر روی کسانی که به دنبال قدرت هستند را روایت می‌کند.
فیلم‌برداری در طی هفت هفته و از ۶ فوریه ۲۰۱۴ در انگلستان و اسکاتلند انجام شد. بخش‌هایی از فیلم در بامبرگ انجام شد.
مکبث اولین بار در ۲۳ مه ۲۰۱۵ در جشنواره کن که برای رقابت در نخل طلا انتخاب شده‌بود، به نمایش درآمد و با تشویق ده دقیقه‌ای مخاطبان همراه بود. فیلم به صورت نمایشی در ۲ اکتبر ۲۰۱۵ در انگلستان و ۱۸ نوامبر ۲۰۱۵ در فرانسه اکران شد.
مکبث به طور کلی نقدهای مثبتی از سوی منتقدان دریافت کرد و از بازی بازیگران، سبک بصری، فیلمنامه و کارگردانی تعریف و تمجید شد. علی‌رغم نظر مثبت منتقدان، مکبث عملکرد ضعیفی در گیشه داشت و در سراسر جهان ۱۶ میلیون دلار فروش رفت در حالیکه بودجه ساخت آن ۲۰ میلیون دلار بود.

## خلاصه داستان
داستان اینکه چگونه یک اشراف زادهٔ سلحشور، با تحریک همسر دلسنگ و جاه طلبش، مرتکب قتل پادشاه می‌شود، و سپس همسرش به یک اغتشاش روحی و ناامیدی دچار می‌شود، در حالی که مکبث شیطان مآبانه، جایگاه قدرتش را با ارتکاب چندین قتل تثبیت می‌کند...

## بازیگران
- مایکل فسبندر در نقش مکبث دلیر
- ماریون کوتیار در نقش لیدی مکبث
- دیوید تیولیس در نقش پادشاه دانکن
- جک رینور در نقش مالکوم پسر پادشاه
- پدی کانسیداین در نقش بانکو
- شان هریس در نقش مکدف
- الیزابت دبیکی در نقش لیدی مکدف
- دیوید هایمن در نقش سرهنگ لنوکس

## جوایز
| جایزه        | دسته‌بندی                            | دریافت‌کننده   | نتیجه    |
| ------------ | ----------------------------------- | ------------- | -------- |
| جشنواره کن   | نخل طلا                             | جاستین کرزل   | نامزدشده |
| جایزه امپایر | بهترین فیلم بریتانیایی              | مکبث          | نامزدشده |
| جایزه امپایر | بهترین بازیگر مرد                   | مایکل فاسبندر | نامزدشده |
| جایزه گویا   | بهترین فیلم اروپایی                 | مکبث          | نامزدشده |
| جایزه ستلایت | بهترین کارگردانی هنری و طراحی تولید | فیونا کرومبی  | نامزدشده |
| جایزه ستلایت | بهترین طراحی لباس                   | ژاکلین دوران  | نامزدشده |